# Written in Waters
Written in Waters ist das einzige Album der norwegischen Metal-Band Ved Buens Ende. Es wurde 1995 über Misanthropy Records veröffentlicht.
Das Album wurde zur Zeit seiner Veröffentlichung insbesondere im deutschen Raum als stümperhaftes Werk unfähiger Musiker wahrgenommen. Neuere Kritiken sehen es als innovativ und einflussreich, aber schwer zugänglich an.

## Entstehung
Das Album wurde im Endless Lydstudio, Oslo, aufgenommen. Aufgenommen und gemischt wurde es von Pål und der Band selbst. Der weibliche Gesang stammt von Lill Kathrine Stensrud. Das Coverartwork stammt von Lise Myhre.

## Titelliste
1. I Sang for the Swans – 7:01
2. You, That May Wither – 4:54
3. It’s Magic – 5:25
4. Den saakaldte – 8:49
5. Carrier of Wounds – 7:40
6. Coiled in Wings – 7:04
7. Autumn Leaves – 5:07
8. Rememberance of Things Past – 8:54
9. To Swarm Deserted Away – 2:14

## Musik
Wolf-Rüdiger Mühlmann vom Rock Hard ordnete Ved Buens Ende seinerzeit dem norwegischen Black Metal zu; Written in Waters reihe sich bei Darkthrone, lsengard und Burzum ein. Jon Rosenthal vom Decibel hingegen schrieb, das Album habe die Energie und Atmosphäre des Black Metal aufgegriffen, Ved Buens Ende halte aber eine Distanz zum Black Metal aufrecht. Er beschreibt es als melancholisch und auf seine eigene Art technisch, mit atypischen Akkordwechseln und „achtarmigem Schlagzeugspiel“. Auf diesem Album „koexistieren“ laut Antonio Lo Giudice von OndaRock extremer Metal, Jazz und Experimente ähnlich der Louisville-Szene. Die Musiker verzichteten auf „frostige Gitarren, epische oder esoterische Atmosphären“ und „erstickende Rhythmen“ und entschieden sich stattdessen für einen „abstrakten Klang mit offensichtlicher Jazz-Matrix“. Vicotniks Gitarre „schwirrt frei in albtraumhaften, schwer fassbaren Territorien“, von denen morgens nur vage Eindrücke blieben, „bald ohne Gnade kratzend, bald obskure Arpeggi mit psychedelischem Nachgeschmack aufführend“. Die traumhafte Atmosphäre werde durch die schmutzige Produktion und den „verzweifelte[n], aber distanzierte[n]“ Gesang akzentuiert. Skoll und Aggressor wiederum bestimmen das Tempo mit einer „unvorhersagbaren und nuancierten“ Rhythmik.

## Texte
Die Liedtexte waren laut Vicotnik „ihrer Zeit weit voraus“. Sie handeln nicht von Kirchenbrandstiftungen oder Mord und enthalten keine satanischen Bezüge. Sie beziehen sich eher auf „den Verstand und das Selbst“ und sind laut Vicotnik wie „das Innenleben von jemandem, der sich nicht gerade in einem guten Geisteszustand befindet“. Es gehe eher um eine innere als eine mythologische Dunkelheit. Dennoch sei es ziemlich angenehm, diese Texte zu singen.

## Rezeption
Vicotnik erwähnte 2007 den Kultstatus der wenigen Veröffentlichungen von Ved Buens Ende und zeitgenössische Verrisse in Kritiken aus Deutschland. In diesen wurde behauptet, die Musiker könnten nicht mit ihren Instrumenten umgehen und seien „beschissene Musiker“. Gleichzeitig hätten dieselben Magazine Bands wie Martyrium und Graveland gepriesen. Mühlmann beispielsweise gab dem Album drei von zehn Punkten. Ved Buens Ende reihe sich in die norwegische „Melange aus sechssaitigem Akkordegeiz, Schneegestapfe und kindischem Pathos […] trefflich mit ein“; die Musiker „stümpern sie in einer Reihe mit den schrägen Tonleitern von Dark Throne [sic!], lsengard oder auch Burzum - ‚Bands‘, deren Macher ihre geistige und künstlerische Beschränktheit mit Schminke, Tod und Feuer zu übertünchen versuchen. Und da die drei Helden von V.B.E. bereits nach den ersten Tönen ihr tief hängendes Limit offenbaren, muß die (Heimat-)Verbundenheit zu nudeldummen Schneemännern als Verkaufsargument herhalten: Die Drei aus den Fjorden musizierten einst bei Satyricon, Ulver, Arcturus und Dodheimsgard, schreibt jedenfalls das Label.“ In einem Rock-Hard-Artikel von 2009 sollte Mühlmann die Bedeutung der Alben Det som engang var und Hvis lyset tar oss von Burzum sowie A Blaze in the Northern Sky und Transilvanian Hunger von Darkthrone würdigen.
Heutzutage werden das Album und das Jahr 1995 mit der Entstehung des Post-Black-Metal-Subgenres und avantgardistischer Black-Metal-Ableger in Verbindung gebracht. Wenn Black Metal laut Chris Dick vom Decibel 1994 definiert worden sei, sei er 1995 gebrochen worden, schrieb sein Kollege Jon Rosenthal. Das Album habe den Black Metal revolutioniert und dessen „Gussform“ zerbrochen. Laut Neredude von Metalorgie erholte sich die Black-Metal-Szene niemals vollständig vom „Erdbeben“, das Written in Waters ausgelöst habe, und spüre dessen „Nachbeben“ bis zum heutigen Tage. William York von AllMusic schrieb: „Ved Buens Endes einziges Album Written in Waters in voller Länge ist ein Album mit esoterischem, experimentellem Black Metal, das Jahre nach seiner Veröffentlichung immer noch wie nichts anderes klingt.“ Antonio Lo Giudice bezeichnet das Album als „so bahnbrechend wie schwer zu verdauen“. Ähnlich wie 2001: Odyssee im Weltraum, sei es ein „mysteriöser und möglicherweise frustrierender Monolith, aber unvermeidbar“; man könne höchstens „darauf pissen“. Es sei aufgrund des Weges, den es anzeige, fundamental. Viele zeitgenössische Vertreter wie Deathspell Omega würden dem „Metal-Abstraktionismus“ auf Written in Waters viel schulden.